# Мурашов, Павел Романович
Павел Романович Мурашов (11 июня 1924 — 19 марта 1945) — Гвардии старшина Рабоче-крестьянской Красной Армии, участник Великой Отечественной войны, Герой Советского Союза (1945).

## Биография
Павел Мурашов родился 11 июня 1924 года в деревне Щербаково (ныне — Берёзовский район Красноярского края). После окончания шести классов школы работал киномехаником. В 1942 году Мурашов был призван на службу в Рабоче-крестьянскую Красную Армию. С того же года — на фронтах Великой Отечественной войны. К августу 1944 года гвардии старшина Павел Мурашов был механиком-водителем танка 21-й гвардейской танковой бригады 5-го гвардейского танкового корпуса 6-й танковой армии 2-го Украинского фронта. Отличился во время освобождения Румынии.
19-29 августа 1944 года экипаж Мурашова в боях за румынские города Бырлад, Бузэу и Фокшани уничтожил несколько танков и самоходных орудий, около роты пехотинцев, большое количество автомашин противника. Экипаж Мурашова успешно первым провёл свой танк через заминированный противником мост через реку Сирет. 19 марта 1945 года Мурашов погиб в бою на территории Венгрии. Похоронен в венгерском посёлке Искасентдьёрдь к северо-западу от Секешфехервара.
Указом Президиума Верховного Совета СССР от 24 марта 1945 года гвардии старшина Павел Мурашов посмертно был удостоен высокого звания Героя Советского Союза. Также посмертно был награждён орденом Ленина.

## Память
- В городе Назарове на родине одна из улиц носит имя Героя Павла Мурашова.
- Его имя было присвоено детской библиотеке №2 Павловской восьмилетней школы.